# ژاکلین روک
ژاکلین پیکاسو یا ژاکلین روک (زاده ۲۴ فوریه ۱۹۲۶ - درگذشته ۱۵ اکتبر ۱۹۸۶) میوز و همسر دوم پابلو پیکاسو بود. ازدواج او و پابلو تا زمان مرگش، ۱۲ سال به طول انجامید و در این مدت پیکاسو بیش از ۴۰۰ پرتره از او خلق کرد که از این لحاظ، از بقیه معشوقه‌های پیکاسو تعداد بیشتری بود.

## مراوده با پیکاسو
پابلو پیکاسو در تابستان ۱۹۵۲، در حالی که ژاکلین در کارگاه سفالگری مادورا در حال کار بود، با او آشنا شد. هنگامی که ۲۶ ساله بود به عنوان پرسنل فروشنده شرکت کار می‌کرد و جای او در نزدیک مدخل ورودی قرار داشت که به آسانی پیکاسو ملتفت او می‌شد. پیکاسو با کشیدن کبوتری بر خانه‌اش با تکه‌ای گچ سفید و آوردن یک گل رز در روز به او ابراز عشق کرد تا اینکه ژاکلین موافقت کرد با او قرار ملاقات بگذارد.
فرانسواز ژیلو که در آن زمان شریک زندگی پیکاسو بود به خاطر اینکه متوجه شد پیکاسو، ژاکلین را انتخاب کرده است و اسیر عشق او شده بود، در آخر ماه سپتامبر ۱۹۵۳ رابطه‌اش را با او قطع کرد و با دو بچه‌اش به پاریس رفت. ژیلو به خاطر می‌آورد که وقتی در ماه ژوئیه ۱۹۵۴ با پیکاسو ملاقات کرد، او به تنها زندگی کردن ادامه داد ولی در مورد روک، پیکاسو تقریباً هر روز با او ملاقات می‌کرد. او با دخترش کتی، در ویلایی به نام لو زیکه (Le Ziquet) در استراحتگاه ساحلی گلف-ژیِن زندگی کرده بودند.

## میوز پیکاسو
تصویر روک در سال ۱۹۵۴ در نقاشی‌های پیکاسو ظاهر شد. این پرتره‌ها با گردن اغراق‌آمیز و صورت گربه‌ای، تغییر شکل تصویری نمای ظاهری روک، منقوش شده‌اند. در نهایت ابروها و چشم‌های سیاه او، گونه‌های بلند و نیمرخ کلاسیک او به نمادهای آشنا در نقاشی‌های اواخر او تبدیل شدند.
پیکاسو اولین پرتره همسر دوم خود را در دومین روز ماه ژوئن ۱۹۵۴ ایجاد کرد. این اثر در ماه ژوئیه در عمارت مزون دو لا پنسِه فرانسِز (Maison de la Pensée Français) پاریس با عنوان پرتره مادام زد (Portrait de Madame Z) که برگرفته از نام منزل ژاکلین به نام لو زیکه (Le Ziquet) بود به نمایش گذاشته شد. دومین پرتره ژاکلین در حالت نشسته، در روز ۳ ژوئن به اتمام رسید.
در روز ۲۸ دسامبر ۱۹۵۵، او نقاشی ژاکلین با روسری را خلق کرد، یک لینو کات از ژاکلین با عنوان «لولا د والانس» (Lola de Valence) که اشاره‌ای به نقاشی ۱۸۶۲ ادوار مانه از رقصنده اسپانیایی بود. در سال ۱۹۶۳ او ۱۶۰ بار پرتره او را کشید و تا ۱۹۷۲ به نقاشی او در اشکال انتزاعی فزاینده ادامه داد.

## مرگ
ژاکلین پیکاسو بعد از مرگ شوهرش هرگز بهبود نیافت. او اغلب روز هشتم هر ماه بر سر قبر پیکاسو رفته بود و گفته بود می‌خواست به او ملحق شود. او هنگامی که ۶۰ سال داشت، در روز ۱۵ اکتبر ۱۹۸۶ در قصری که زندگی زناشویی خود را در آن گذرانده بودند و در موژن قرار داشت، با اسلحه پیکاسو به خود شلیک کرد. او اندکی قبل از خودکشی تأیید کرده بود، که در نمایشگاه کلکسیون خصوصی کارهای پیکاسو که قرار بود در اسپانیا برگزار شود، حضور خواهد داشت.

## نکات
1. ↑  Hohenadel (2004).
2. ↑  "The Mediterranean years". Musée Picasso Paris (به انگلیسی). Retrieved 2022-12-12.
3. 1 2 3  "Pablo Picasso (1881-1973)". Christie's. Retrieved 20 December 2022.
4. ↑  Millard, Ellen (2020-01-22). "Pablo Picasso's women: uncovering the muses behind the artist's pre-eminent portraits". Luxury London (به انگلیسی). Retrieved 2022-12-12.
5. ↑  "Jacqueline plate: C.5-1960". The Fitzwilliam Museum (به انگلیسی). Retrieved 2022-12-20.
6. 1 2
7. ↑  Kimmelman, Michael (28 April 1996). "Picasso's Family Album". New York Times. Retrieved 2015-09-24.